# Plaça d'Antonio Machado (Mataró)
La Plaça d'Antonio Machado és una plaça pública de Mataró (Maresme) inclosa a l'Inventari del Patrimoni Arquitectònic de Catalunya.

## Descripció
Plaça situada al barri de Cirera, un dels que presenta més problemes d'infraestructura i de creixement caòtic. La plaça s'aixeca sobre un terreny en pendent, futur parc de la vila. És la primera obra que pretén resoldre el desgavell urbanístic de les darreres accions municipals del franquisme. L'obra anivella el vessant de migdia rspecte la ronda del Dr. Ferran, oferint al barri un nou equipament.
Es divideix en dues zones d'ús que s'esglaonen entre elles, adaptant-se a la topografia existent. Tot el conjunt és construït fortament amb murs de contenció. La plataforma superior, més ampla, té un ús més intens amb bancs i jocs infantils. La part inferior de la plaça queda més reservada i íntima amb una font i arbres d'ombra.
El conjunt fou inaugurat l'any 1983.